# Frits Wiersma

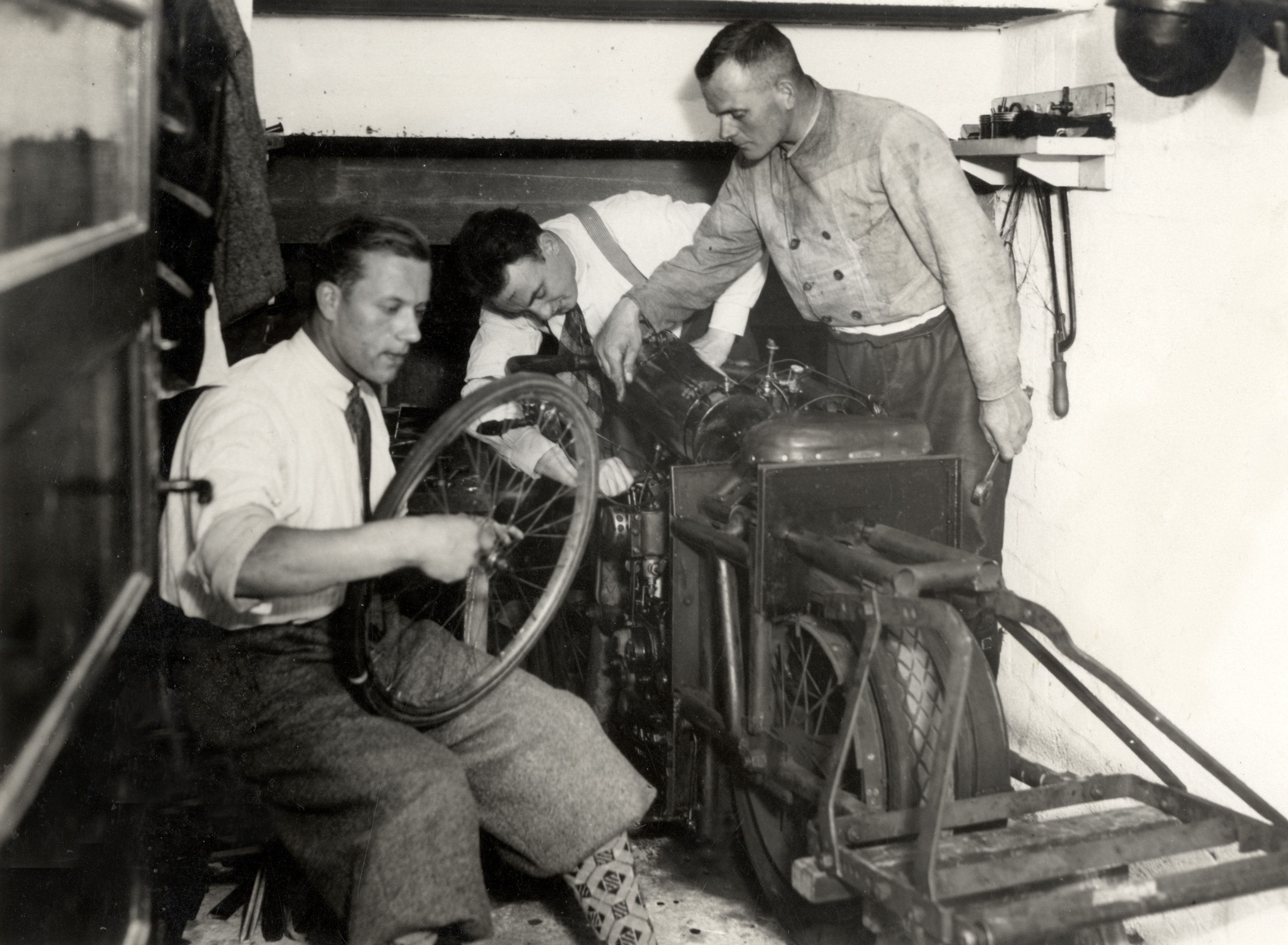
Frits Wiersma (r.) mit dem Radrennfahrer Albertus de Graaf

Frits Wiersma (* 27. August 1894 in Nieuwer-Amstel|; † 13. Januar 1984 in Purmerend) war ein niederländischer Radrennfahrer und Schrittmacher.
Fünfmal wurde Frits Wiersma zwischen 1913 und 1920 Niederländischer Meister im Straßenrennen, zweimal bei den Amateuren, dreimal bei den Profis; zudem belegte er zweimal den zweiten Platz. 1912 war er disqualifiziert worden. 1919 wurde er Vierter bei der Flandern-Rundfahrt; 1925 startete er bei Paris–Roubaix, stürzte jedoch und kam als 84. und Letzter ins Ziel.
Bis 1927 war „Ome Frits“ Wiersma als Rennfahrer aktiv, 1936 wurde er Schrittmacher und war als solcher bis in 1968 tätig. 1951 führte er seinen Landsmann Jan Pronk in Mailand zum Steher-Weltmeistertitel der Profis, 1959 Arie van Houwelingen zum WM-Titel der Amateure. Bei der Steher-WM 1954 in Wuppertal belegte das Gespann Pronk/Wiersma den zweiten Platz.